# Ріка (інтелектуальна гра)

Інтелектуальна гра Ріка́ (англ. River IQ Test) — це розумова загадка, яку розв'язували у Китаї для визначення коефіцієнта інтелекту при прийомі на роботу.

## Ціль
Метою загадки є переправити всіх (батька, двох синів, матір, двох дочок, офіцера міліції та злодія) з одного берега ріки на інший за умови дотримання певних правил.

## Правила
Накладаються такі обмеження:
1. Перебувати на плоті може лише двоє людей в один момент часу
2. Батько не може залишатись наодинці із жодною із дочок без присутності матері
3. Мати не може залишатись наодинці із жодним із синів без присутності батька
4. Злодій не може залишатись наодинці із жодним членом родини без присутності офіцера
5. Лише батько, мати та офіцер міліції можуть керувати плотом

## Розв'язок
Спершу здається, що задача має дуже багато можливих ходів, але в дійсності варіантів дуже мало, так як помилкові ходи не дають можливості грати далі. Існує лише одна послідовність ходів, що приводить до успіху за найменшу кількість ходів.
| Хід №. | Вперед                  | Назад                  |
| ------ | ----------------------- | ---------------------- |
| 1      | Офіцер міліції, Злодій  | Офіцер міліції         |
| 2      | Офіцер міліції, Син 1   | Офіцер міліції, Злодій |
| 3      | Батько, Син 2           | Батько                 |
| 4      | Батько, Мати            | Мати                   |
| 5      | Офіцер міліції, Злодій  | Батько                 |
| 6      | Батько, Мати            | Мати                   |
| 7      | Мати, Дочка 1           | Офіцер міліції, Злодій |
| 8      | Офіцер міліції, Дочка 2 | Офіцер міліції         |
| 9      | Офіцер міліції, Злодій  |                        |